# 1 Pułk Artylerii Fortecznej

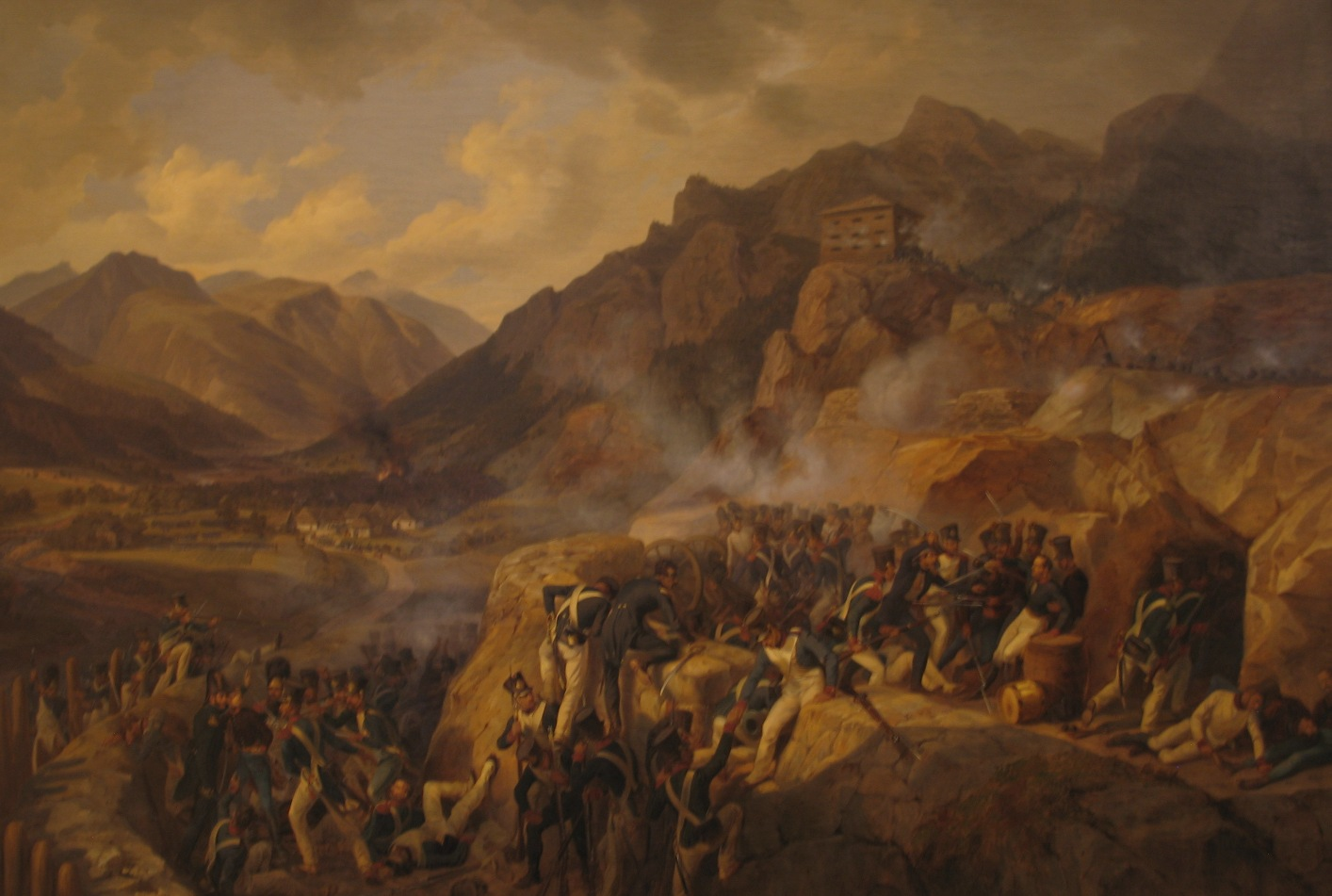
Obrona blokhauzu Malborghet. Obraz Albrechta Adama z 1843.

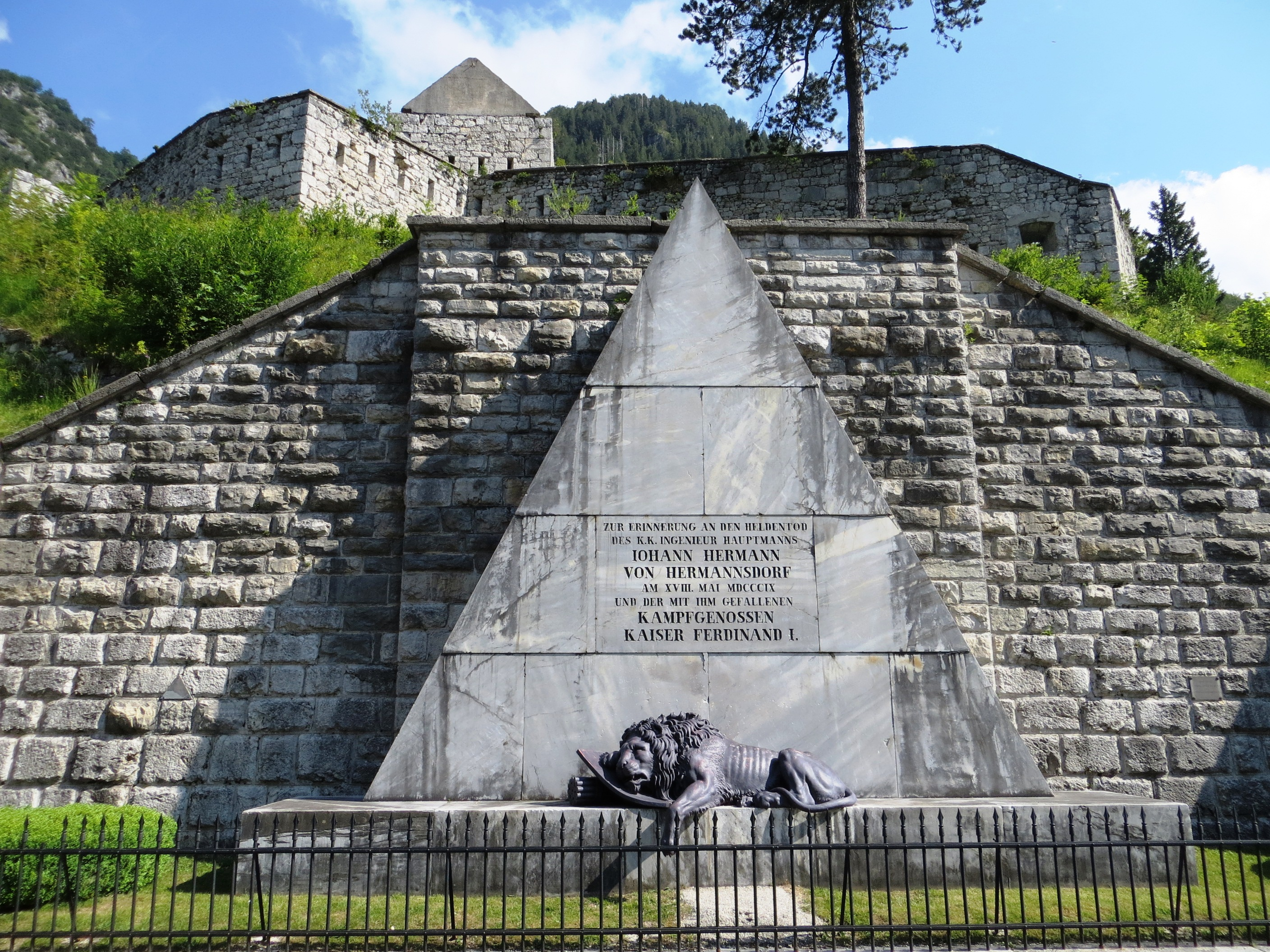
Pomnik „ku pamięci bohaterskiej śmierci c. k. kapitana inżyniera Johann Hermann von Hermannsdorf”.

Pułk Artylerii Fortecznej Cesarza Nr 1 (Fest.-Art.-Reg. Nr. 1, 1 FsAR) – pułk artylerii fortecznej cesarskiej i królewskiej Armii.

## Historia pułku
W 1867 został sformowany 3. Batalion Artylerii Fortecznej w Wiedniu i 4. Batalion Artylerii Fortecznej w Ołomuńcu. W 1869 lub 1870 3. Batalion w Wiedniu otrzymał nazwę wyróżniającą „Morawski”, a w 1873 „Górno i Dolnoaustriacki”. W 1869 lub 1870 4. batalion został przeniesiony z Ołomuńca do Wiednia i otrzymał nazwę wyróżniającą „Dolnoaustriacko-galicyjski”, a w 1873 „Dolnoaustriacki”. W 1880 4. Batalion został przeniesiony do Dubrownika (wł. Ragusa).
Swoje święto pułk obchodził 17 maja, w rocznicę obrony blokhauzów Malborghet i Predil w 1809.
1 stycznia 1891 w wyniku połączenia dwóch samodzielnych batalionów został utworzony 1. Dolnoaustriacko-morawski Pułk Artylerii Fortecznej (niem. 1. Niederösterreichisch-mährisches Festungs-Artillerie-Regiment). Sztab pułku razem z 1., 2. i 3. batalionem stacjonował w Wiedniu. Pułk otrzymywał uzupełnienia z okręgu 2 Korpusu. Komendantem pułku został dotychczasowy komendant 4. Batalionu Gustav Semrad, 17 maja 1890 awansowany na pułkownika, odznaczony Krzyżem Zasługi Wojskowej.
Szefem pułku był cesarz Franciszek Józef I.
W 1914 pułk wchodził w skład 1 Brygady Artylerii Fortecznej.

## Żołnierze
Komendanci pułku
- płk Gustav Semrad (1891[9]– )
- płk Friedrich Kloiber (do 1913 → komendant 1 Brygady Artylerii Fortecznej)
- ppłk / płk Anton Fejfar (1913–1916 → komendant artylerii w Komendzie Obrony Wybrzeża Dalmacja Południowa)

Oficerowie
- kpt. inż. Stanisław Nazarewicz[a]
- por. Eugeniusz Pepłowski
- por. rez. Benno Fiala von Fernbrugg
- por. rez. Wincenty Zdanowicz[b]
- ppor. rez. Jan Bolechowski
- ppor. rez. Józef Lubelski[c]